# St. Nikolaus (Wippenhausen)
Koordinaten: 48° 26′ 21,8″ N, 11° 41′ 3,8″ O
Die Pfarrkirche St. Nikolaus ist die katholische Pfarrkirche von Wippenhausen (Oberbayern).

## Geschichte
Die erste Pfarrkirche Wippenhausens wurde Überlieferungen nach ca. 734 n. Chr. erbaut und im selben Jahr von Bischof Ermbert geweiht. Kirchenpatron ist der heilige Nikolaus von Myra. 1707 wurde die Weihe der Kirche nach Instandsetzung und Erweiterung von Bischof Johann Franz Eckher wiederholt.
Die Kirche wurde noch mehrere Male erweitert, bis sie ihre heutige Größe erreichte. Ende des 17. Jahrhunderts wurde der alte Turm teilweise abgerissen und die Kirche bekam einen Spitzturm. Die letzte Renovierung der Kirche war 1976/1977. Bei dieser Renovierung bekam die Kirche einen Volksaltar. Im Inneren ist die Kirche mit vielen Wandbildern verziert.
Die Pfarrkirche St. Nikolaus hat Filialkirchen in Burghausen und Oberberghausen.